# Joke FM
Joke FM – Das Comedy Radio für Deutschland ist ein privater Hörfunksender von der Joke FM Radio Broadcast GmbH mit Sitz in Frankfurt am Main. Der Claim des Senders lautet „Comedy und Hits“. Der Programmanbieter ist inzwischen insolvent. Der Sendebetrieb läuft vorerst weiter.

## Programm
Joke FM sendet ein 24-Stunden Vollprogramm und hat mit seinem Format in Deutschland Alleinstellungscharakter. Mit dem Claim „Comedy und Hits“ verspricht das Comedy Radio eine große Abwechslung und Vielfalt im Programm, so gibt es täglich Comedy-Eigenproduktionen, Personalityshows wie die „Kneifidelity Radio Show“ mit Jochen Kneifeld, Comedyserien, tagesaktuelle Comedy, redaktionelle Berichterstattung zu Nachrichten-, Politik- und Unterhaltungs-Themen, sowie Interviews mit Comedy-Stars und Newcomern aus der Comedy und Kabarettszene. Die Musikfarbe reicht von aktuellen Hits über 80er, 90er und 2000er.

## Geschichte
Am 1. Juli 2014 nahm Joke FM seinen Sendebetrieb als Webradio auf. Im Herbst 2019 wurde bei der Hessischen Landesanstalt für privaten Rundfunk und neue Medien (LPR) Antrag auf eine Rundfunklizenz gestellt, welche im November 2019 erteilt wurde. Des Weiteren wurde auf Antrag die Sendelizenz für eine Verbreitung über DAB+ in Nordhessen auf Kanal 6A und im Rhein-Main-Gebiet/Südhessen/Rhein-Neckar auf Kanal 12C erteilt. Am 1. Dezember 2019 wurde der Sendebetrieb aufgenommen.
Im Oktober 2019 wurde bei der LPR Antrag auf eine bundesweite Rundfunklizenz gestellt, welche im Frühjahr 2020 durch die Kommission für Zulassung und Aufsicht (ZAK) der Landesmedienanstalten erteilt wurde.
Im Juli 2023 meldete die Joke FM Radio Broadcast GmbH Insolvenz an.

## Empfang
Seit 1. Dezember 2019 kann das Programm in Hessen und in den angrenzenden Gebieten über DAB+ empfangen werden. Der für den 1. Oktober 2020 angekündigte bundesweite Empfang in den Ballungsräumen über den 2. DAB+-Bundesmux, wurde nicht umgesetzt. Am 8. Februar 2021 wurde bekannt, dass Joke FM den Vertrag mit Antenne Deutschland beendet hat.
Joke FM ist als Livestream, über Partnerplattformen und über eigene Apps (iOS, Android) online zu empfangen und in den meisten Internetradios verfügbar.